# Ludwig von Akkon
Ludwig von Brienne, genannt Ludwig von Akkon († nach September 1297), war durch Ehe Vizegraf von Beaumont aus dem Haus Brienne.

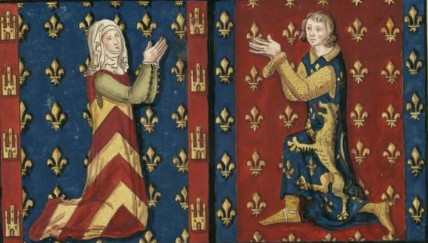
Ludwig von Akkon und seine Frau Agnes von Beaumont dargestellt in einem Steinglasfenster der Abtei Étival-en-Charnie.

Das Wappen Ludwigs von Akkon (Brienne).

Ludwig war ein jüngerer Sohn von Johann von Brienne, König und Regent von Jerusalem, Lateinischer Mitkaiser von Konstantinopel, aus dessen dritter Ehe mit Berengaria von León († 1237), einer Tochter von König Alfons IX. von Kastilien-León. Seine Halbschwester war Königin Isabella II. von Jerusalem.
Zusammen mit seinen älteren Brüdern Alfons und Johann wurde er 1244 an den Hof König Ludwigs IX. nach Frankreich geschickt. 
Ludwig heiratete Agnes von Beaumont, die Erbtochter von Richard II. († 1242), Vizegraf von Beaumont. Aus ihrem Recht übernahm er die Regierung der Vizegrafschaft. Sie hatten sieben Kinder:
- Johann († 1306), Vizegraf von Beaumont;
- Ludwig († 1333), Bischof von Durham;
- Margarethe († 1328), ⚭ um 1278 Bohemund IV., Graf von Tripolis;
- Maria († 1328/1339), ⚭ vor 1283 Heinrich III. von Avaugour, Herr von Mayenne;
- Isabella († vor 1334), ⚭ 1279/1280 John de Vescy, Lord of Alnwick;
- Johanna († 1323), ⚭ um 1286 Guido VII., Herr von Montmorency (Stammliste der Montmorency);
- Henry de Beaumont, 1. Baron Beaumont († vor 1340), Vizegraf von Beaumont, Konstabler von England.

Zusammen mit seiner Frau ist Ludwig in der Abtei Étival-en-Charnie bestattet wurden, der traditionellen Grablege der Vizegrafen von Beaumont. Die Liegefiguren ihrer Gräber sind noch erhalten. Ludwig beigestelltes Wappenschild zeigt den Löwen derer von Brienne ergänzt mit Fleur-de-lys.